# Ekaterina Kalinčuk
Ekaterina Illarionovna Dëmina, coniugata Kalinčuk (in russo Екатерина Илларионовна Дёмина-Калинчук?; Žitovo, 2 dicembre 1922 – Mosca, 13 luglio 1997), è stata una ginnasta sovietica.

## Palmarès

### Olimpiadi
- Oro a Helsinki 1952 nel volteggio.
- Oro a Helsinki 1952 nel concorso a squadre.
- Argento a Helsinki 1952 negli attrezzi a squadre.